# Teiul lui Eminescu

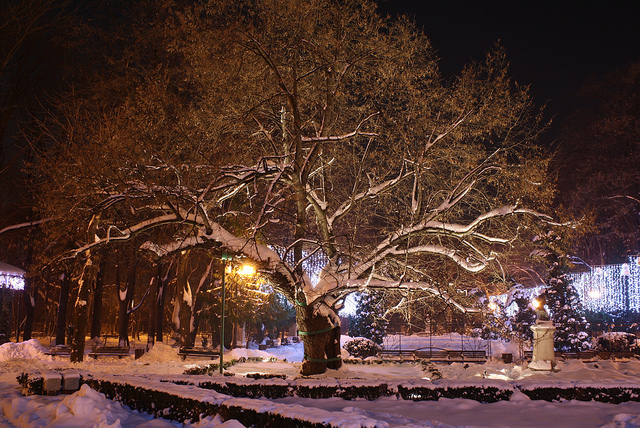
Teiul lui Eminescu (panoramă nocturnă, decembrie 2012)

Teiul lui Eminescu este un tei argintiu (Tilia tomentosa Moench) cu o vârstă de aproximativ 540 de ani, aflat în Parcul Copou din Iași. Arborele, asociat istoric cu poetul Mihai Eminescu, reprezintă unul dintre cei mai importanți arbori monument din România și constituie un simbol pentru orașul Iași.  
Teiul a suferit o serie de tratamente majore, primul în 1953, când a fost segmentat în urma unei furtuni, curățat și sprijinit pe console metalice. Au urmat alte două tratamente, în 1990 și 2014, respectiv. Teiul supraviețuiește astăzi grație unui fenomen biologic rar, care a permis unor rădăcini adventive să crească prin interiorul trunchiului putrezit, pătrunzând în pământ. Arborele fructifică anual și continuă să atragă vizitatori.

## Descriere

### Vârsta exactă
Conform tabelelor Agenției pentru Protecția Mediului Iași, vârsta arborelui este de circa 458 de ani. Acesta este situat la poziția 3 din lista arborilor protejați prin lege, conform HCJ nr. 8/1994, completatată prin HCJ nr. 174/2011.
Conform unei expertize științifice efectuate în 2013 de către biologul Ionel Lupu, vârsta probabilă a arborelui este de circa 540 ani (+-3%). Lupu și-a bazat expertiza pe analiza a două carote de lemn, extrase din arbore cu ajutorul unui burghiu Pressler. 

### Starea fito-sanitară
Un raport dendrologic eliberat în iunie 2014 de către Asociația Dendro-Ornamentală "Anastasie Fătu" Iași a constatat că teiul este afectat de cea mai periculoasă boală a speciei respective, "cancerul teiului", provocat sistematic de ciuperca xilofagă Trematovalsa Matruchotii sau "putregaiul galben". Cu toate acestea, arborele a continuat anual să producă flori și semințe, cu excepția anului 2014, când a înflorit parțial, numai la sud. 
Același raport citează totodată atacul foliar produs concomitent de către trei insecte parazite: 
1. Aspidiotus Hederae (A. nerii). Atac prezent pe dosul frunzelor, deși vizibil pe ambele fețe, sub forma unor cercuri cu diametrul de circa 2 mm. Femela poate depune până la 1.000 de ouă pe sezon.
2. Aleurothrixus Floccosus, prezent pe fața frunzelor sub forma a numeroase pete albe-gălbui de puf, de 2-3 mm în diametru.
3. Incurvaria Masculella, un fluture maroniu ale cărui larve ciuruiesc punctual frunzele.

În stadiul larvar, aceste insecte se hrănesc cu sucul celular al mezofilului frunzelor, debilitând arborele.

Teiul lui Eminescu (detalii)
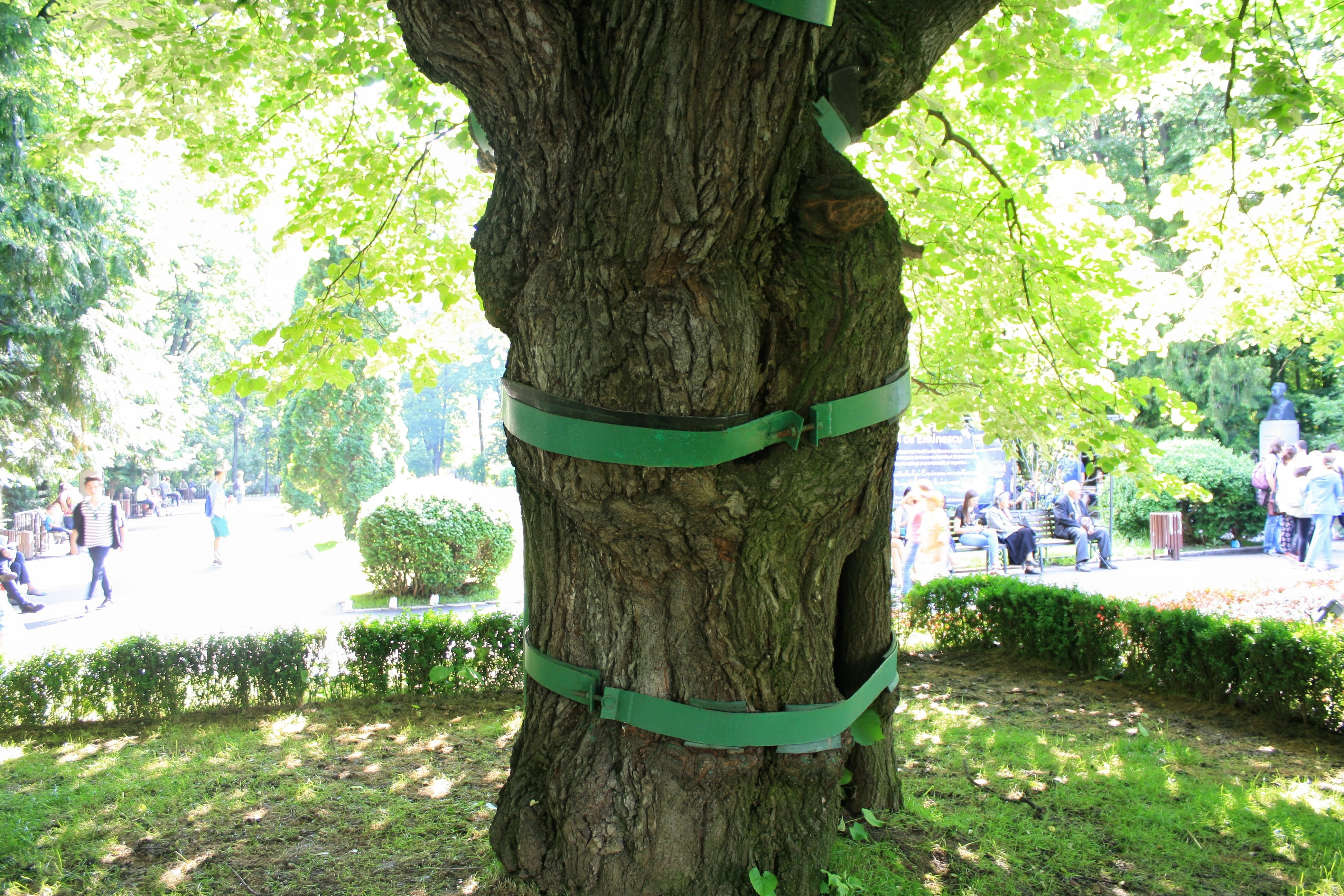
Teiul privit dinspre est
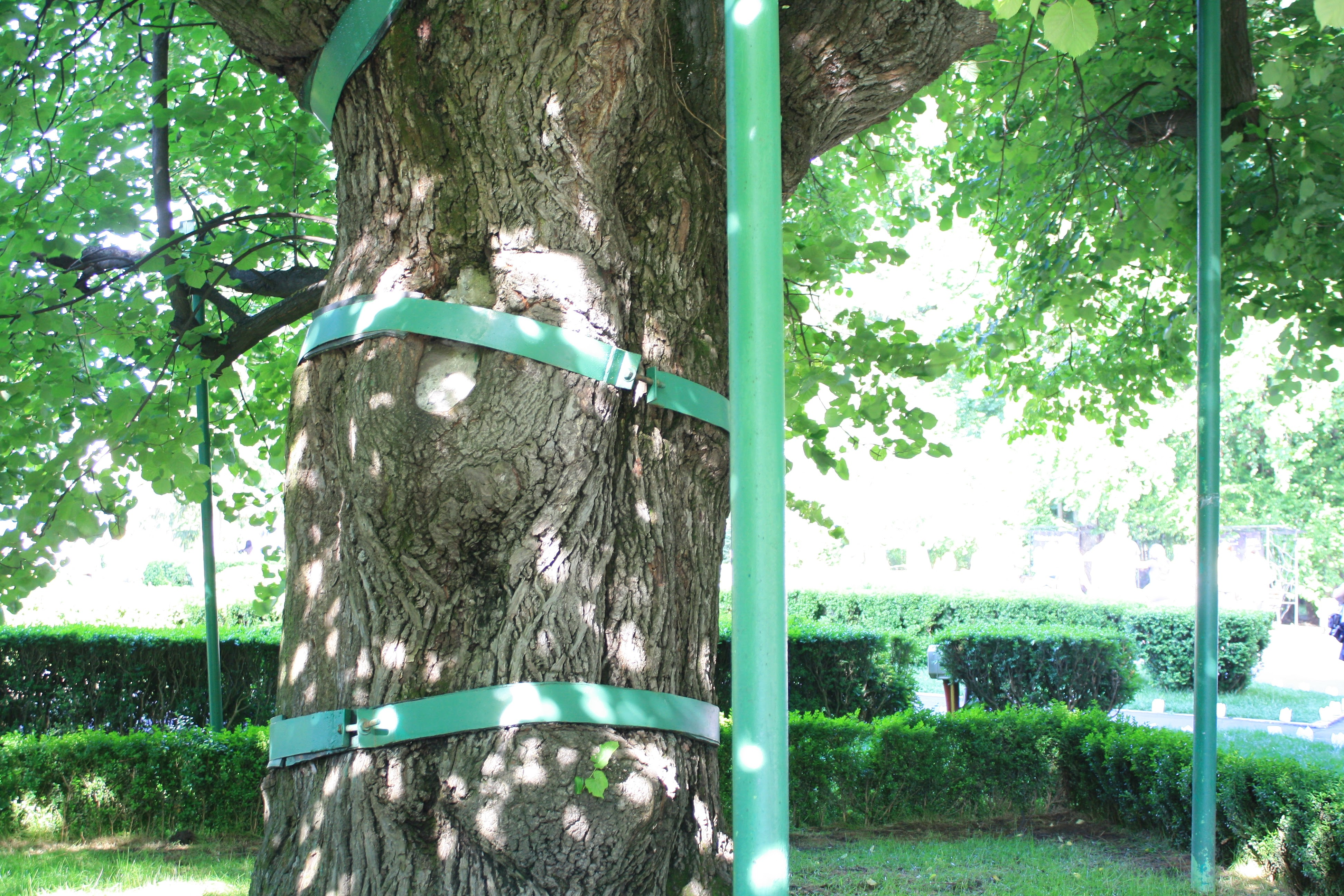
Suporturile metalice ale arborelui
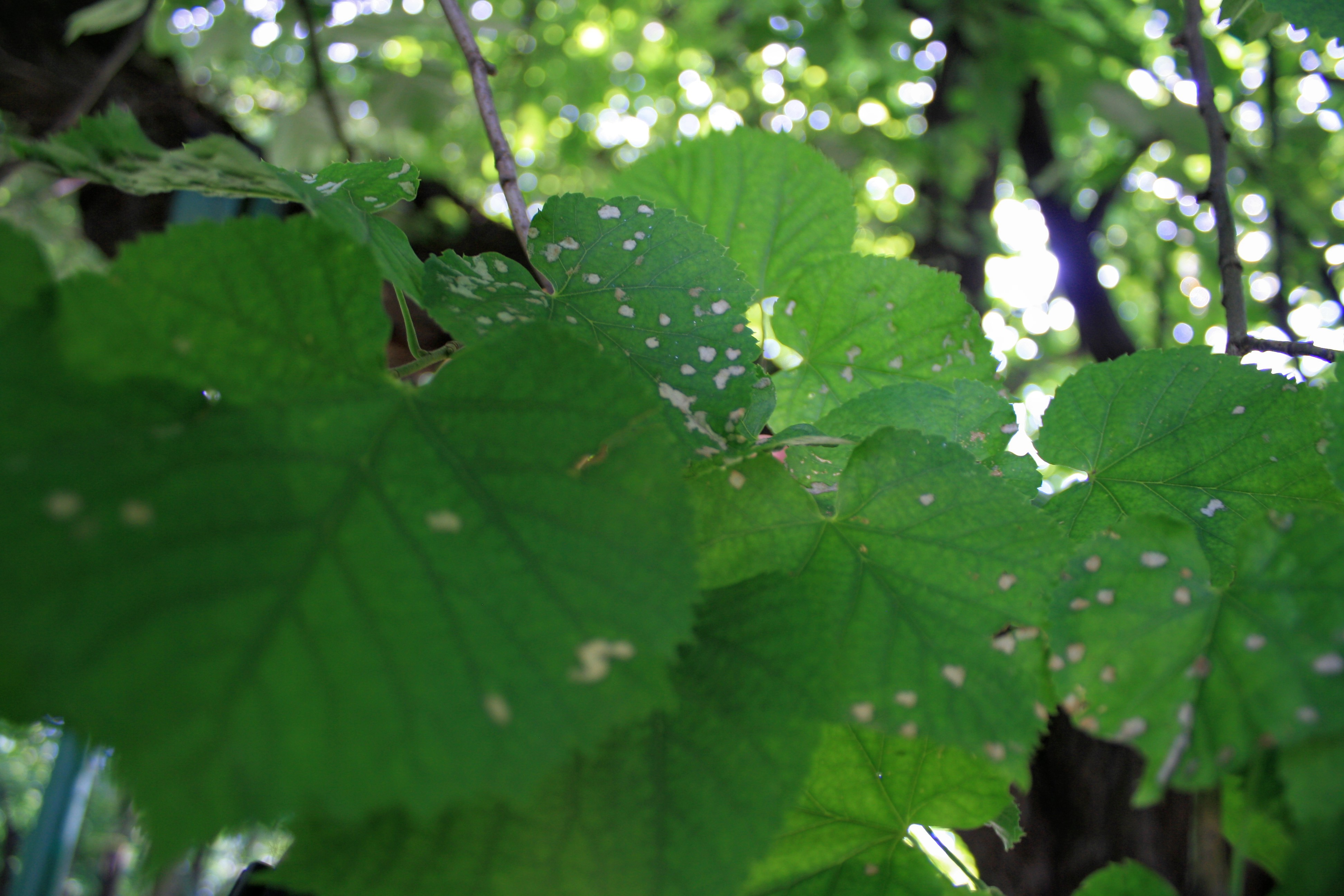
Detalii foliare
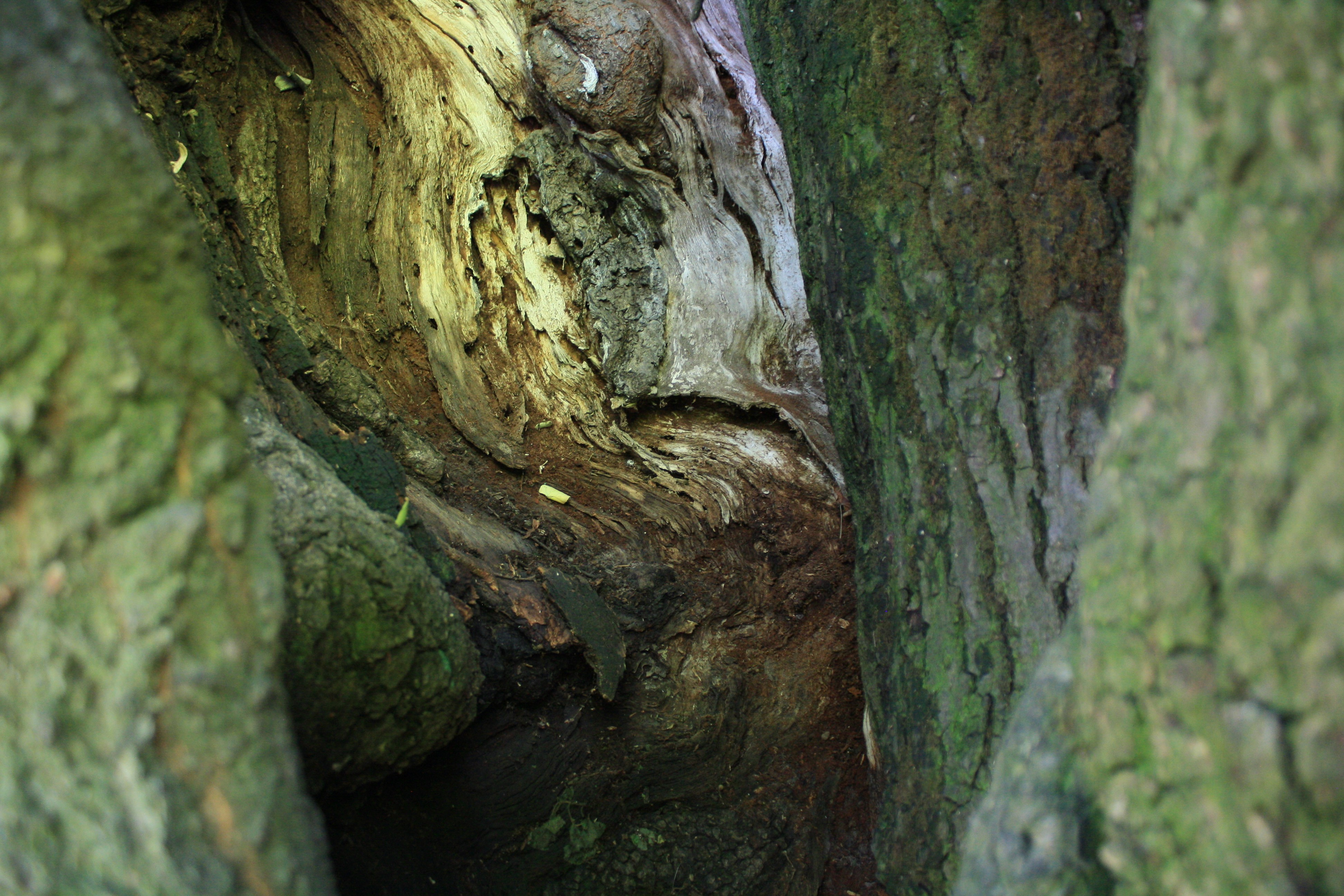
Interiorul trunchiului

### Istoricul tratamentelor dendrologice
Teiul a suferit trei tratamente majore și continuă să fructifice anual. Trunchiul este consolidat cu manșoane (cercuri) de metal, iar ramurile sunt sprijinite în console. 

#### Primul tratament
La 4 august 1950 Iașiul a fost lovit de o furtună cu grindină, în urma căreia teiul a fost în mare parte distrus (vântul i-a rupt săgeata principală a coronamentului, brațul din partea nordică, precum și ramurile din celelalte brațe). După trei ani în care teiul a fost dat uitării, în anul 1953, serviciile de spații verzi ale Primăriei Iașiului au segmentat ramurile de schelet, cu brațe lungi de 3-4 metri, au curățat scorbura care se formase de la bifurcarea trunchiului și l-au dezinfectat cu soluție de piatră vânătă și de formalină. S-a turnat apoi o plombă din nisip cu var și foarte puțin ciment, legând trunchiul cu cercuri metalice și sprijinind toate brațele pe console.

Cercurile metalice şi elementele de rezistenţă (1953)
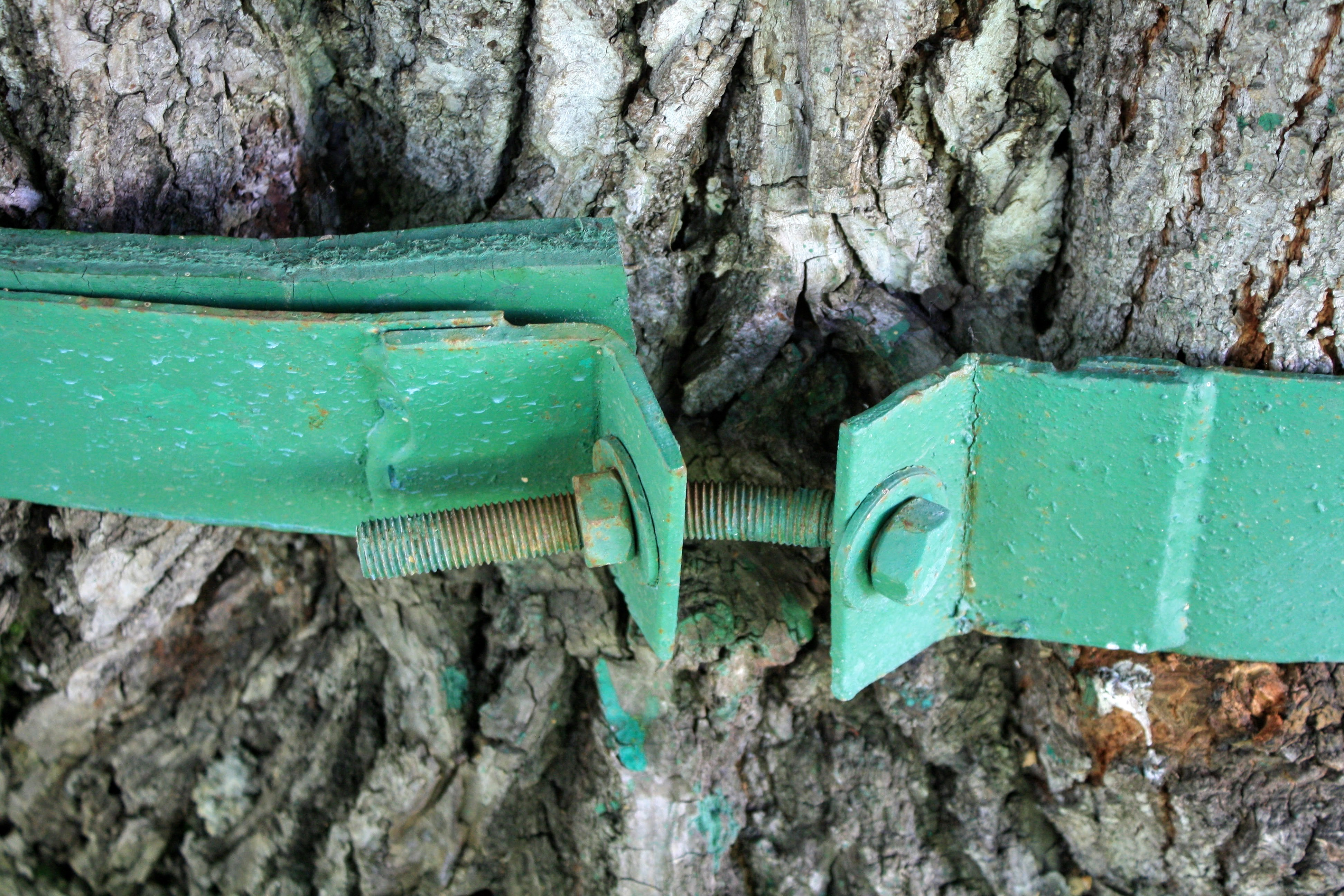
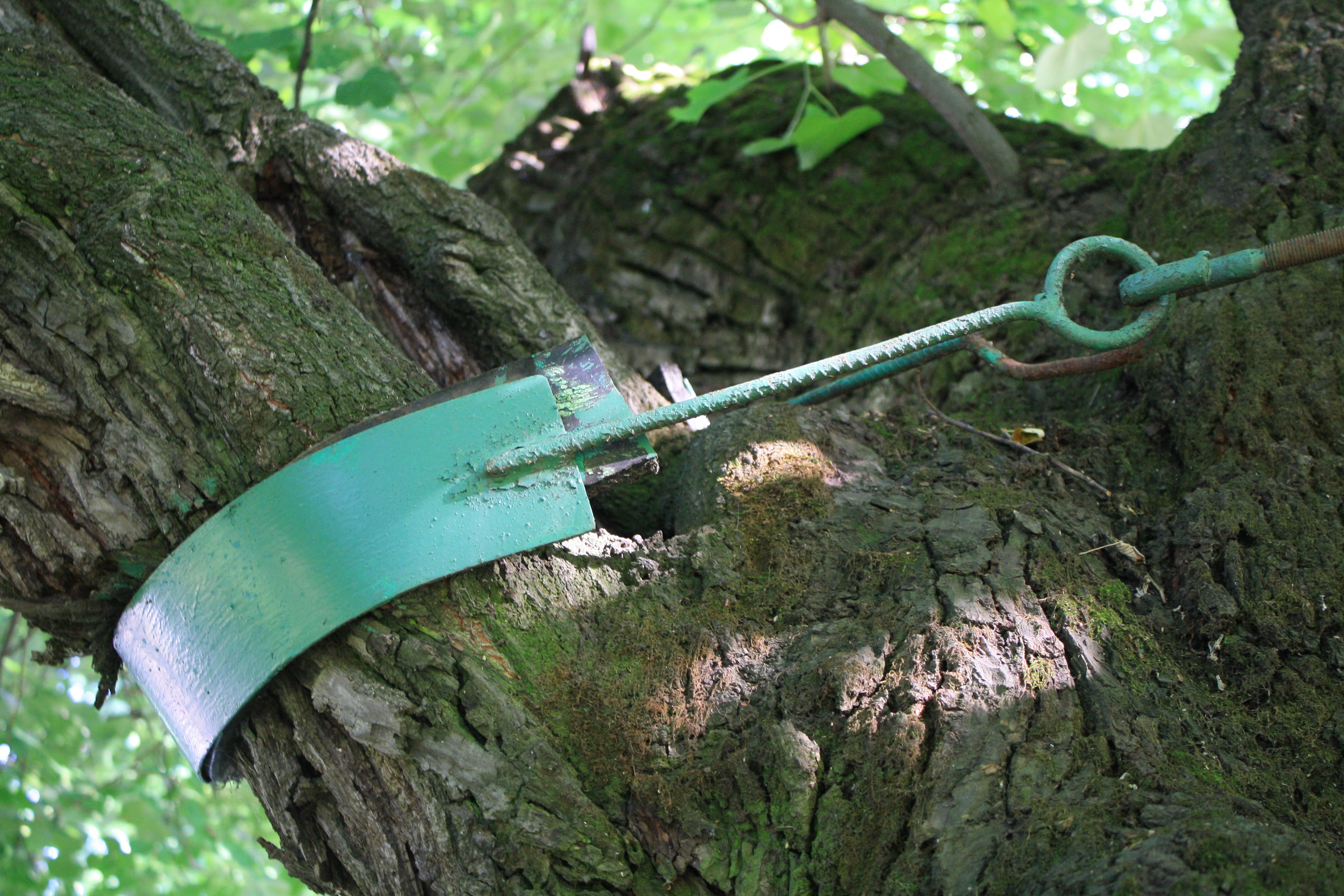
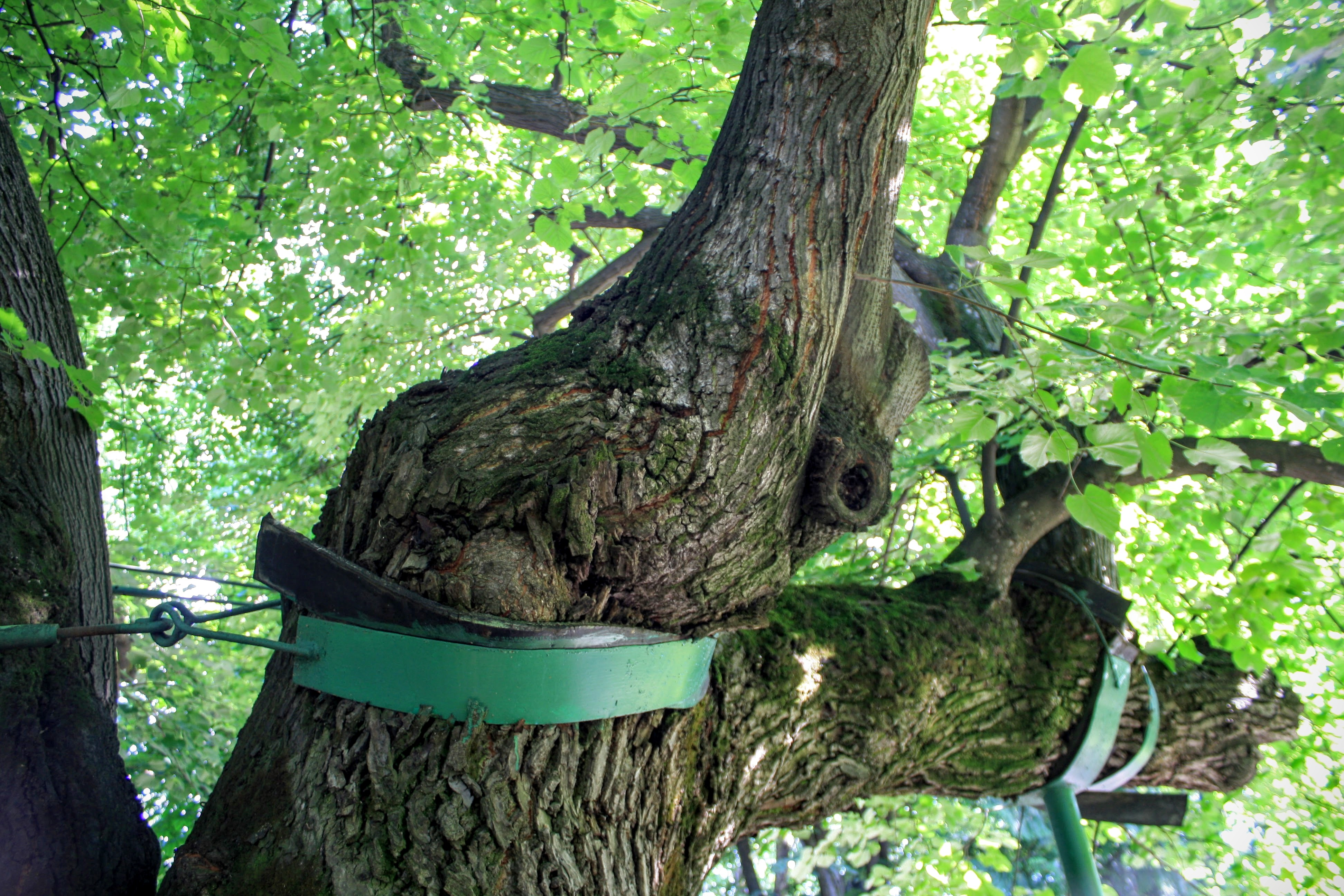

#### Al doilea tratament
În jurul anului 1990, Mandache Leocov, director al Grădinii Botanice din Iași și responsabil la acel moment de arborii monument din partea Academiei Române, constată că teiul dădea "semne vizibile de moarte" și primește sarcina de a-l revigora. „Prin 1990 am avut curajul să încercăm salvarea teiului. S-au scos centurile de siguranță care îl strangulau, a fost spartă cu dalta plomba de ciment, grea de peste 200 de kilograme, și minunea minunilor ni s-a deschis în fața ochilor. Trunchiul copacului, așa cum îl vedeți, era gol ca un butoi. O carapace moartă. în schimb, de sus, din crengi, pe lângă plomba de ciment, coborau rădăcini adventive. Se poate întâmpla uneori ca o crenguță introdusă în sol să dea rădăcini adventive. Dar așa ceva n-a văzut nimeni, niciodată. De la o înălțime de peste doi metri, ramurile și-au creat propriile rădăcini care au trecut prin trupul îmbătrânit și le-au înlocuit pe cele vechi. Nici măcar în literatura de specialitate nu se găsește un asemenea exemplu. Eu am să las în scris că atunci când acest arbore va muri definitiv, să i se facă o cupolă de sticlă pentru a rămâne o mărturie peste veacuri". Același specialist afirmă că "Iașiul se va mândri cu Teiul lui Eminescu încă 50, poate chiar 100 de ani de-acum încolo, fără probleme".

Rădăcinile adventive şi resturile plombei de mortar
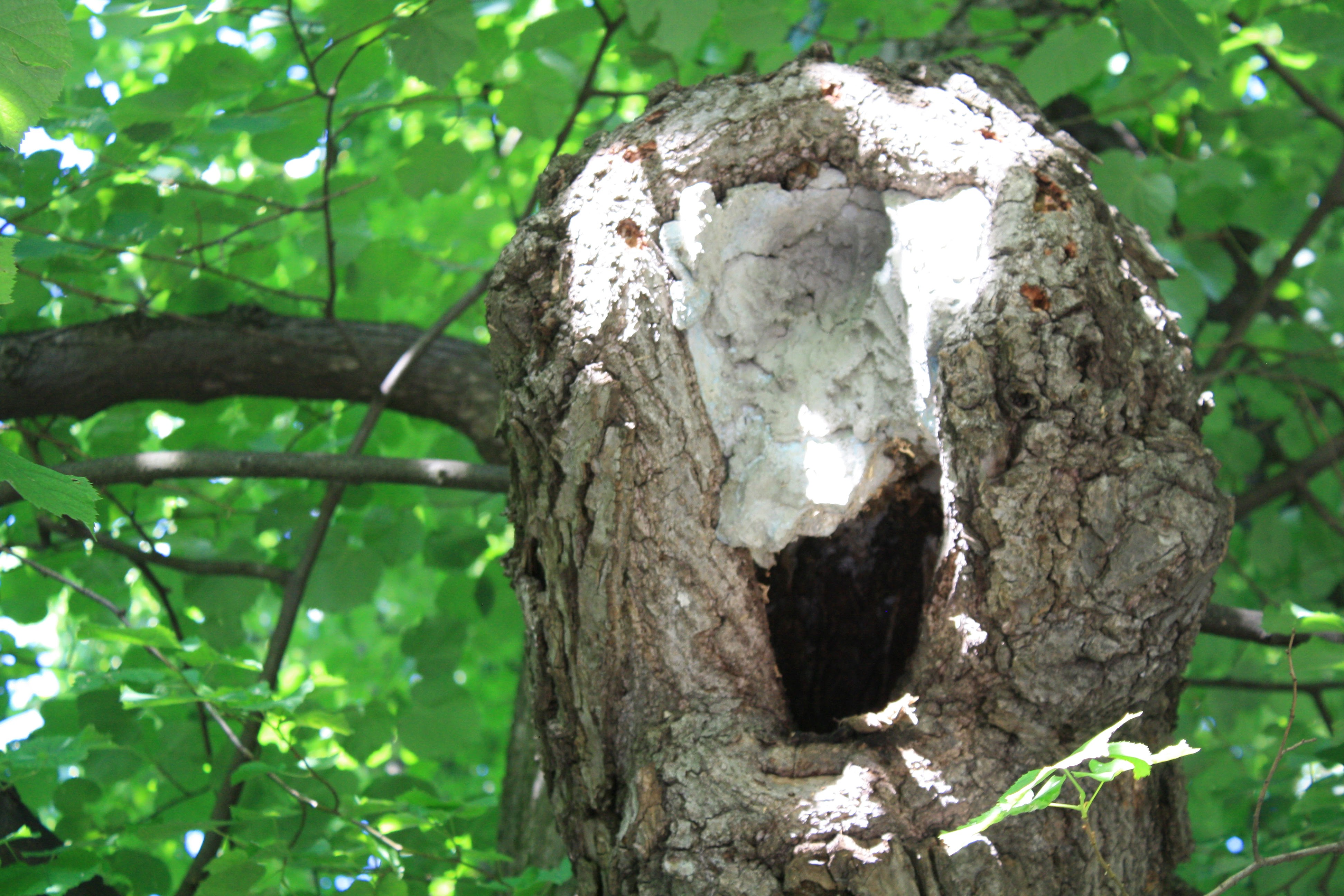
Rămăşiţele plombei de mortar
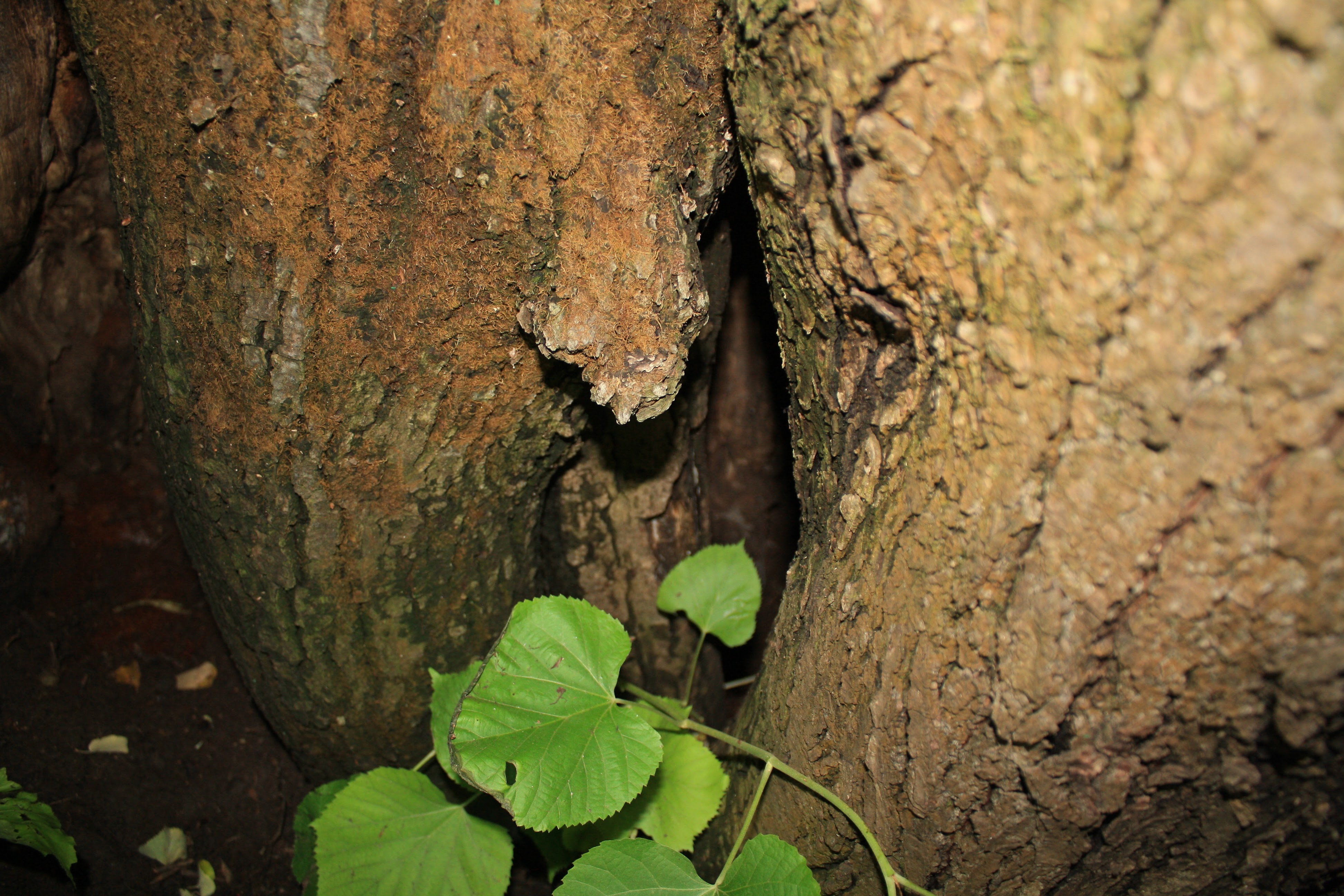
Rădăcinile adventive (detaliu din interiorul trunchiului)
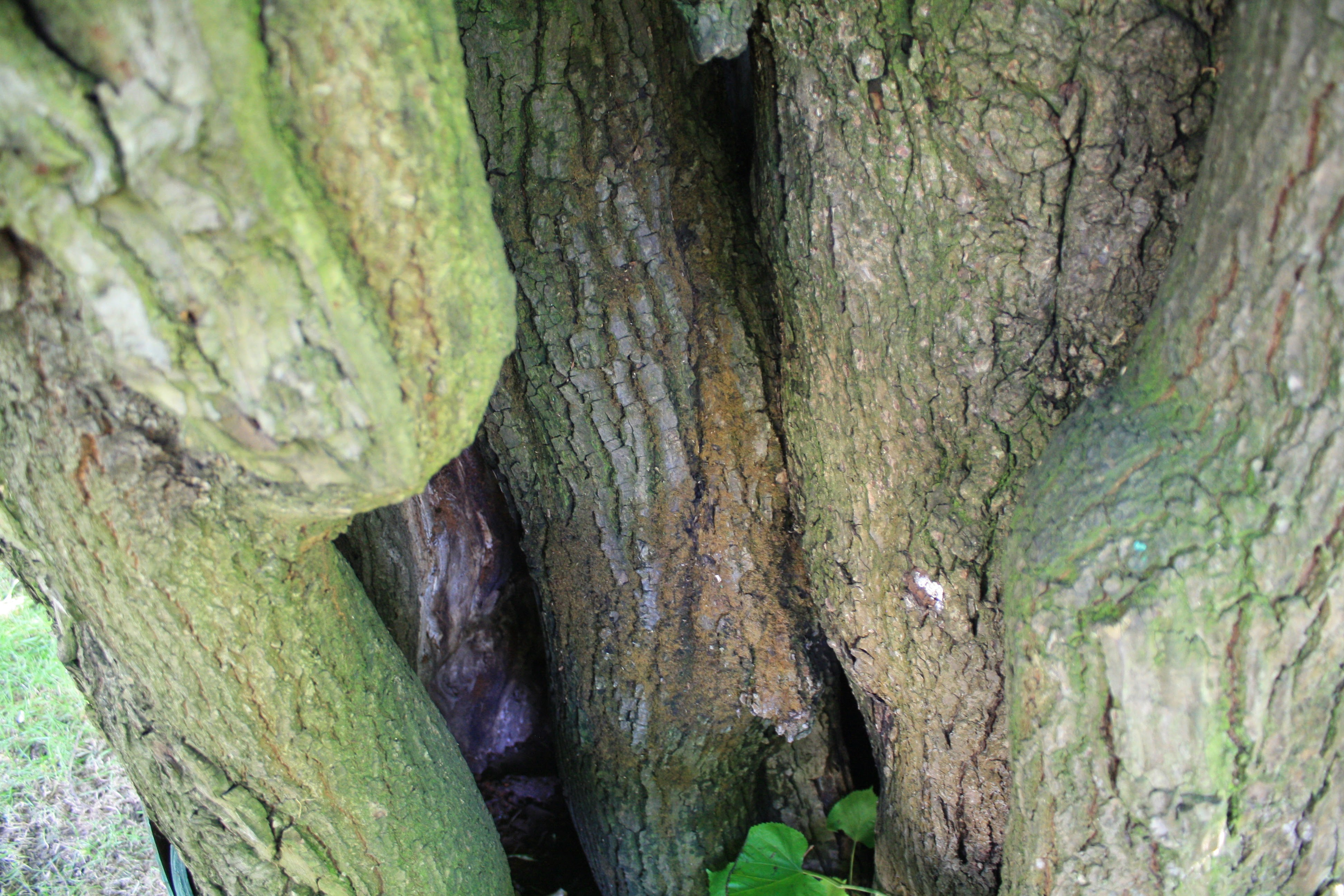
Rădăcinile adventive(detaliu din interiorul trunchiului)

#### Al treilea tratament
În luna iunie 2014, membrii grupului de inițiativă civică "Iașul iubește teii", alături de Grupul Academic din Iași, Asociația Peisagiștilor din România (ASOP) și Centrul de Resurse pentru Participare Publica (Bucuresti), cu sprijinul Asociației Dendro-Ornamentale "Anastasie Fătu" Iași, au trimis un mesaj ultimativ Primăriei Iași cu privire la ceea ce acestia au descris ca o situație critică a arborelui, recomandând o serie de măsuri dendrologice urgente. . La 14 iunie 2014, serviciile municipale ieșene, sub îndrumarea Asociației Dendro-Ornamentale "Anastasie Fătu" Iași, au purces la aplicarea unui tratament dublu, cu zeamă bordeleză împotriva ciupercii Trematovalsa Matruchotii și cu insecticidul Proteus (concentrație 0,03%), împotriva celor trei paraziți biologici identificați anterior. Pentru tratarea clorozei și a anemiei arborelui, solul a fost tratat cu zece saci de mraniță, 5 kg de sare potasică (concentrație 40%) și 10 kg dolomit (carbonat de calciu și magneziu).  De asemenea, un tratament similar a fost aplicat în aceeași zi unui alt tei bătrân (460 ani) din Grădina Copou, aflat în spatele Muzeului Literaturii. 
Ulterior tratamentului, la 15 iunie 2014, inițiatorii demersului au comemorat teiul în cadrul unui eveniment public la care au participat intelectuali precum scriitorul Liviu Antonesei și botanistul Mandache Leocov, alături de inginerul silvic Ionel Lupu și alți membri ai publicului interesat.  Primarul Gheorghe Nichita nu a delegat niciun participant din partea municipalității la comemorare. Ulterior, inițiatorii evenimentului au acuzat Primăria Iași că și-ar fi asumat inițiativa tratării teiului în presă, în ciuda nepopularității primarului Gheorghe Nichita și a viceprimarului Mihai Chirica, care în februarie 2013 au dispus tăierea tuturor teilor din centrul Iașiului (Bd. Ștefan cel Mare și Sfânt) și înlocuirea lor cu arbuști japonezi pitici (Sophora japonica 'Pendula').   Cu acest prilej, Ionel Lupu, alături de Mandache Leocov, care a supravegheat cel de-al doilea tratament al teiului, au argumentat pe larg în favoarea replantării teilor indigeni (arbori din genul Tilia) în centrul Iașiului.  De asemenea, tratarea Teiului lui Eminescu a permis inițiatorilor acestui demers să își exprime dorința de a  "încuraja un dialog real între Primărie și publicul informat, în speranța că bunele practici urbanistice și respectul pentru lege vor avea un ecou real în modul în care orașul nostru este gestionat."    Ulterior, în noiembrie 2015, în urma unei consultări publice în care peste 13.000 de cetățeni au solicitat replantarea teilor în centrul orașului, autoritatea locală a dat curs acestui proiect.  

Imagini din preajma celui de-al treilea tratament al teiului
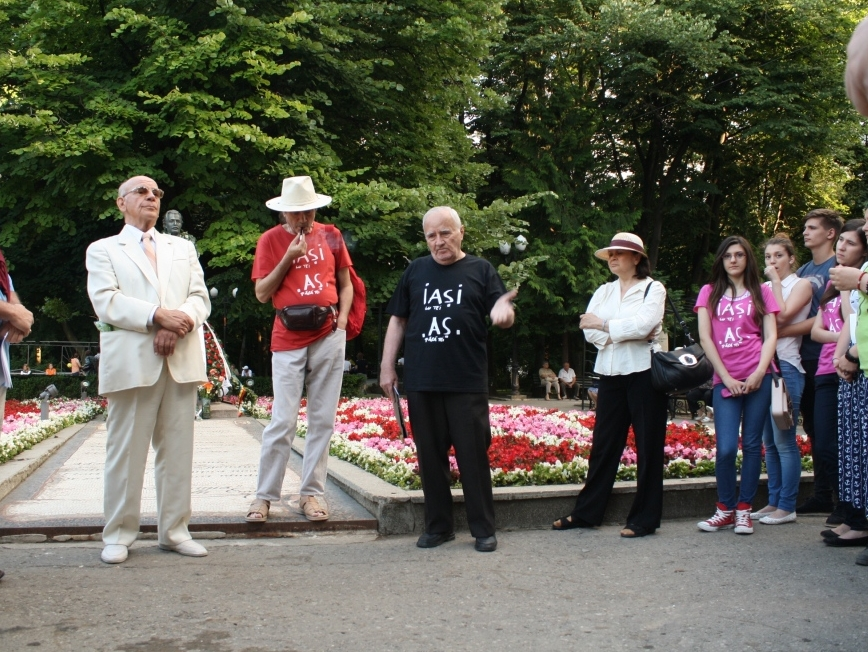
(De la stanga la dreapta) Mandache Leocov, Liviu Antonesei si Ionel Lupu, marcand al treilea tratament dendrologic al teiului
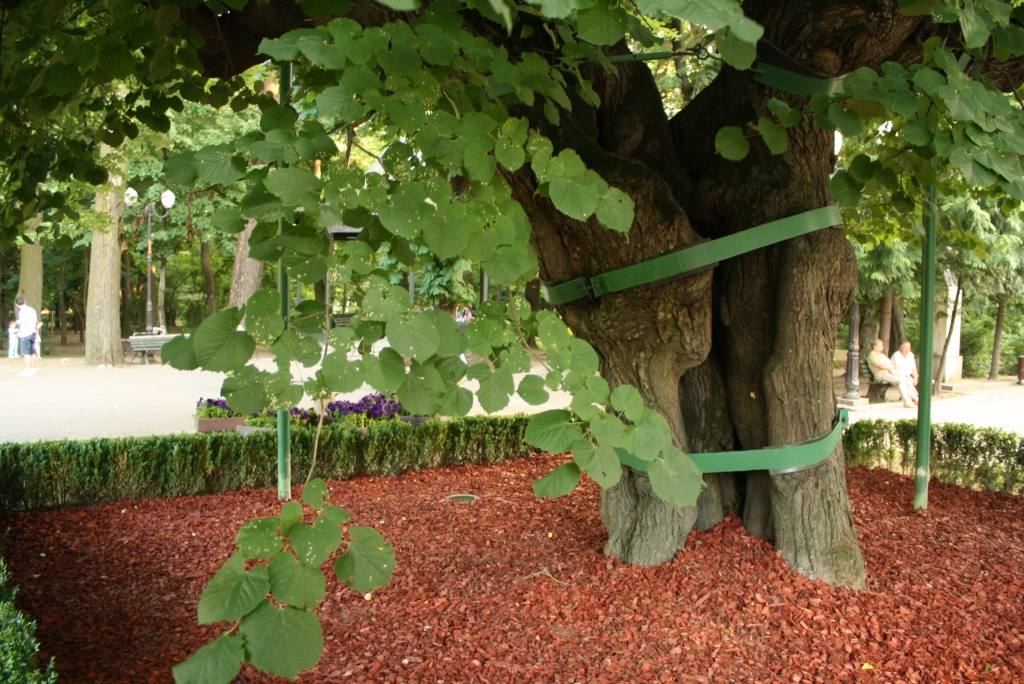
Teiul fotografiat o zi după tratament
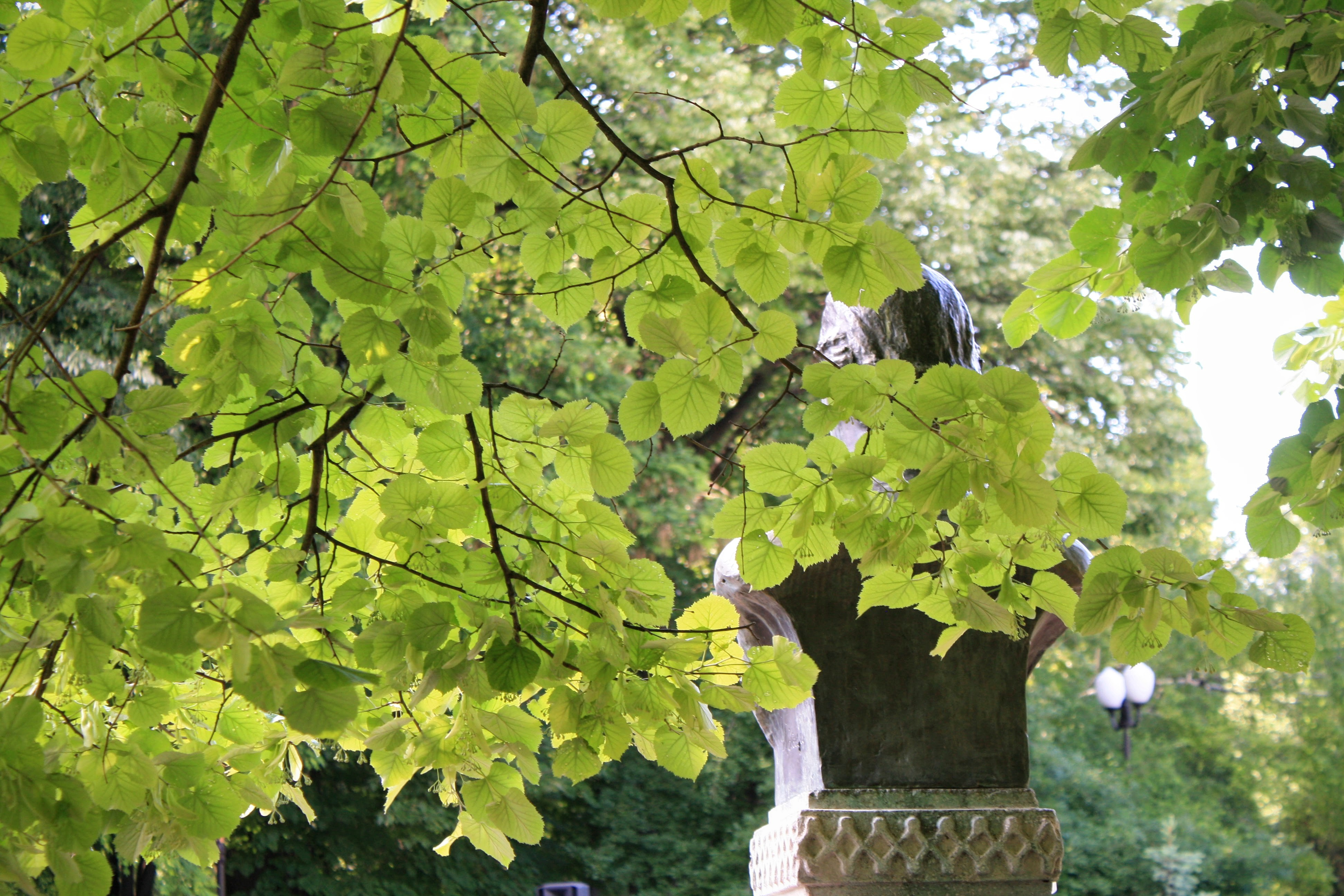
Teiul la doi ani după tratament (detaliu) (mai 2016)

## Istorie și mitologie

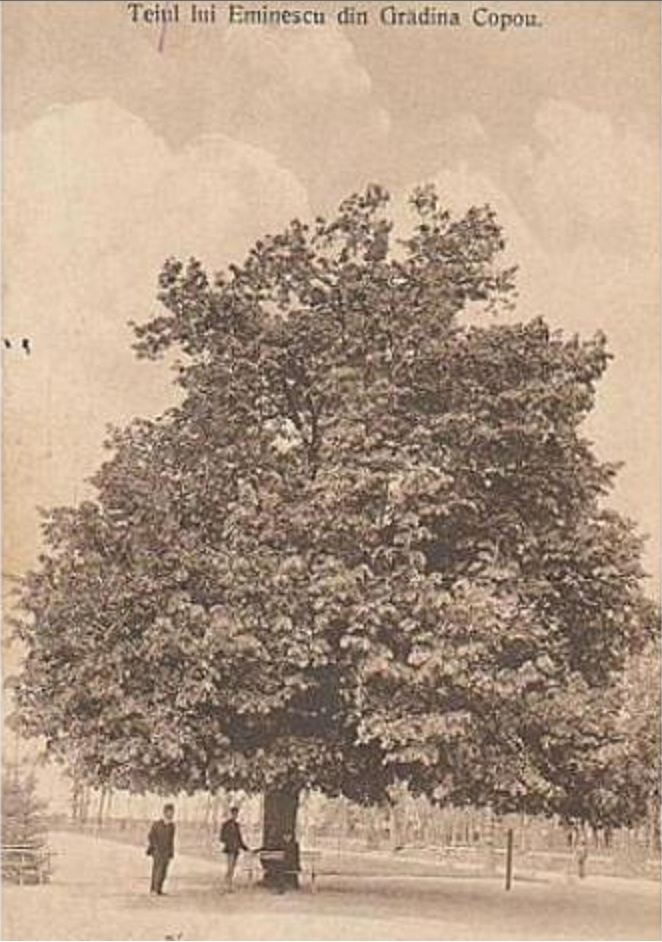
Teiul lui Eminescu (imagine de arhivă)

Teiul lui Eminescu este, probabil, cel mai bătrân copac din Grădina Copou și unul dintre cei mai importanti arbori monument de pe teritoriul României.
Potrivit profesorului Mandache Leocov, teiul lui Eminescu ar fi fost remarcat de însuși Gheorghe Asachi, în timpul desenării planurilor pentru Grădina Copou: "Gheorghe Asachi a întâlnit un tei cu o coroană rotată superbă, dar care nu intra în viziunea amenajării parcului în stil mixt. El nu se încadra în axa centrală a parcului. Dar datorită frumuseții lui, a fost menținut, iar în perioada în care Eminescu și-a desfășurat activitatea la Iași, el a oferit umbra, el a oferit cadrul pentru refacerea forțelor sleite de o muncă extrem de intensă. Aici, la umbra teiului, ieșenii îl întâlneau frecvent pe marele nostru poet, fie alături de Veronica Micle, fie alături de bunul său prieten, Ion Creangă. [...] După plecarea lui la București, ieșenii au botezat acest tei Teiul lui Eminescu. [...] În cel de-al doilea Război Mondial, în Parcul Copou a fost lagăr, lagăr al românilor luați de pe stradă. Fostul meu socru a fost luat de pe stradă și a fost aici, în lagăr, și apoi a fost dus în Uniunea Sovietică. Învățătorii care erau în lagăr au făcut strajă teiului, pentru a nu fi tăiat." 
În fața teiului se află un bust de bronz al lui Mihai Eminescu, opera sculptorului Ion Mateescu. Atașamentul lui Mihai Eminescu pentru tei pare să fie o nostalgie germanică, din perioada studiilor facute de poet la Viena si Berlin. La moartea sa, poetul a fost înmormântat în cimitirul Bellu, sub un tei. 
Scriitorul Iulian Sârbu povestește despre influența simbolică a arborelui într-o reprezentație culturală a Cenaclului Flacăra la Iași: "Păunescu ne recita din când în când din poezille pe care le scria pe loc, la măsuța de pe scenă. Cu toții dansam pe melodiile ce se cântau și ne simțeam liberi, măcar pentru o seară. Spectacolul a durat până la ora patru dimineața, când Adrian Păunescu ne-a propus să plecăm într-un pelerinaj la Teiului lui Eminescu din Copou. S-a format o coloană lungă și am străbătut orașul sub supravegherea atentă a milițienilor. Sunt convins că printre noi erau destui securiști care observau tot ce se întâmplă. La Teiul lui Eminescu s-au mai cântat câteva cântece, după care spectacolul s-a încheiat. Era aproape șase dimineața și lumea deja pleca la serviciu. [...] În acele vremuri, era singura manifestare care se putea desfășura preț de atâtea ore. Și era poate singurul loc unde aveai iluzia de libertate."
Valoarea simbolică a teiului a influențat inclusiv mișcările civice care au protestat, în februarie 2013, față de tăierea teilor din centrul orașului, de către administrația primarului Gheorghe Nichita.    

## În prezent
Arborele este vizitat regulat de turiști, dar și de localnici, fiind în continuare popular în rândul îndrăgostiților și al iubitorilor de poezie. 
În apropiere de tei, într-o clădire veche de la sfârșitul secolului al XIX-lea, care a avut diverse destinații (pavilion de vânătoare, local de alimentație publică ș.a.), a fost organizată o expoziție documentară Mihai Eminescu (1983), iar în iunie 1984 s-a organizat o expoziție permanentă de carte, documente și fotografii dedicată poetului. În locul clădirii vechi, care a fost demolată, s-a construit o clădire nouă (după proiectul arhitectului Virgiliu Onofrei), inaugurată cu prilejul centenarului morții poetului, la 15 iunie 1989, cu scopul de a servi ca Muzeu dedicat lui Mihai Eminescu. Cele două turnuri de la intrarea în muzeu simbolizează Dragostea (Veronica Micle) și Prietenia (Ion Creangă). 
Muzeul comemorează anual "Sărbătoarea Teiului", având drept ax de desfășurare însuși teiul lui Eminescu.

## Imagini

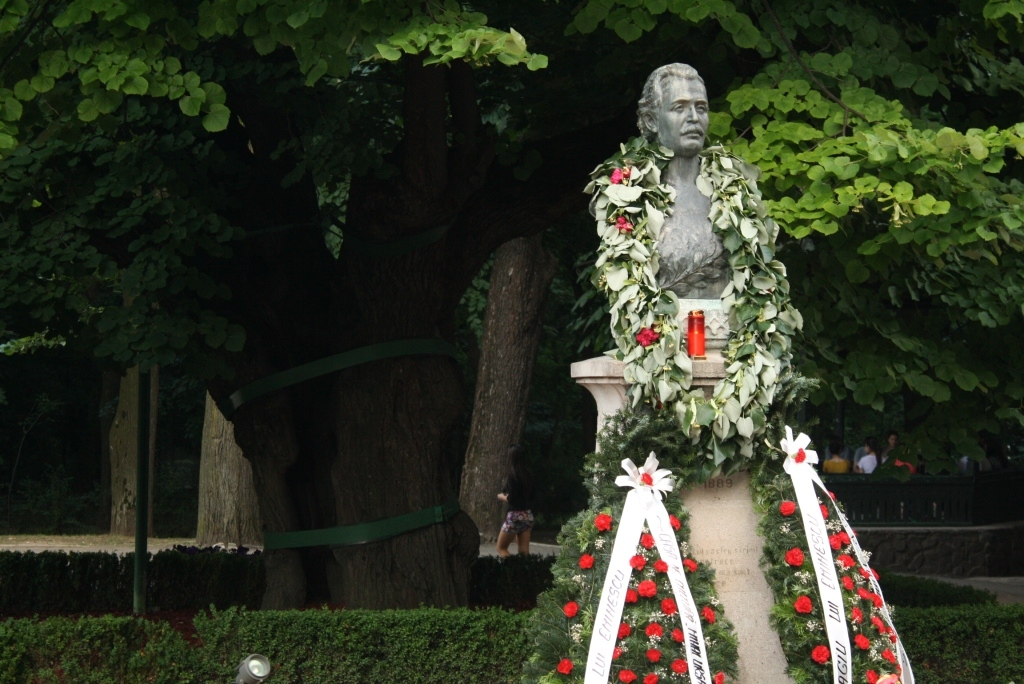
Teiul şi bustul lui Eminescu (iunie 2014)
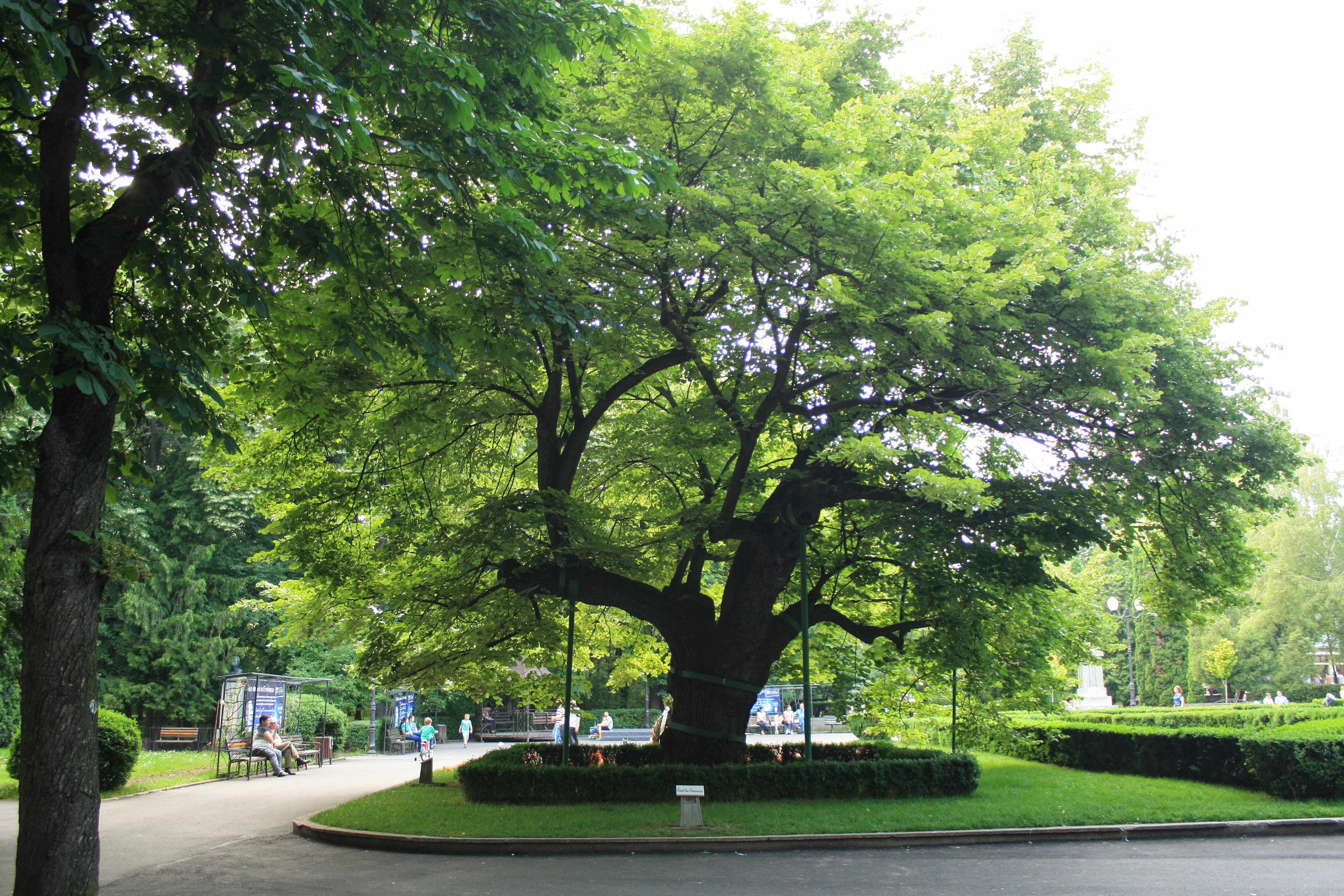
Teiul lui Eminescu (panoramă dinspre sud) (mai 2016)
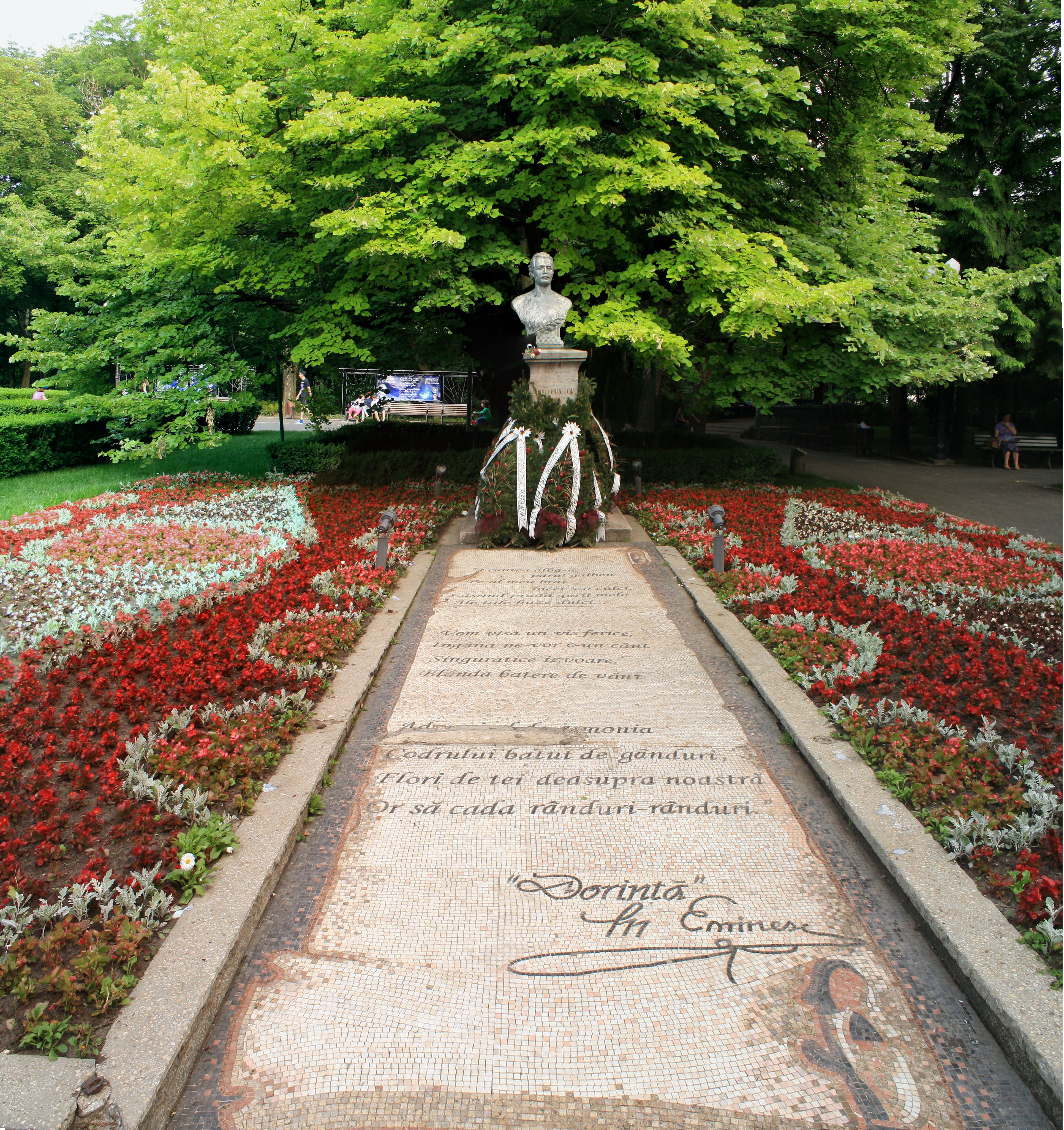
Bustul şi Teiul lui Eminescu (mai 2016)
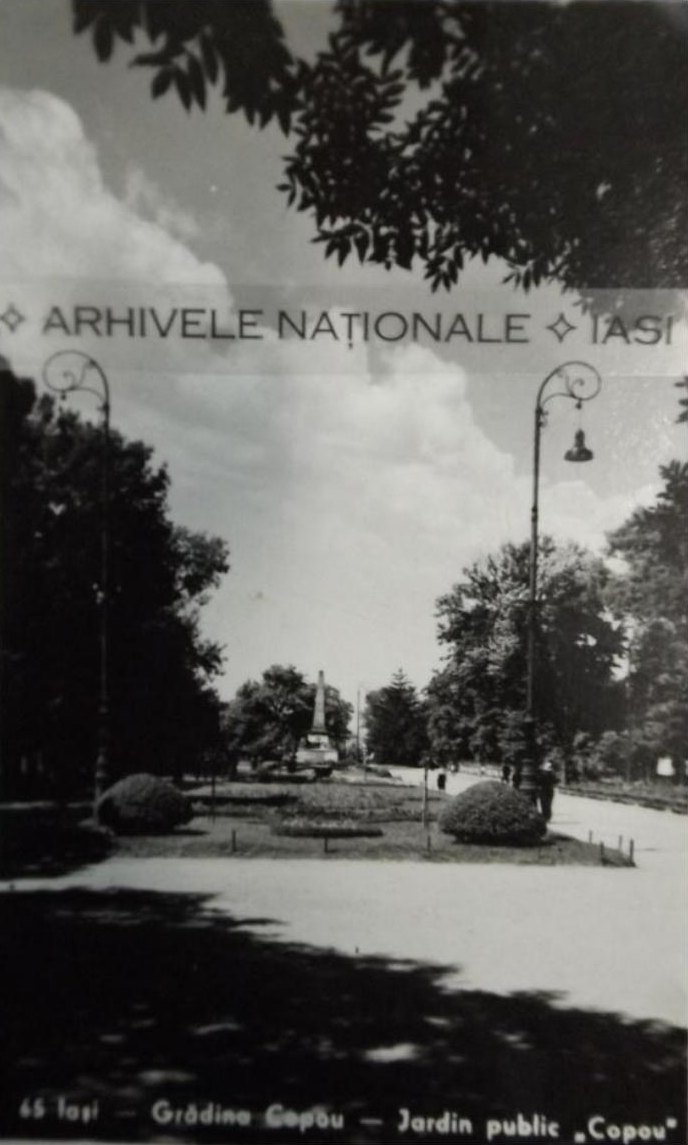
Peisaj interbelic în Parcul Copou (teiu se observă în fundal, în stânga obeliscului

## Legături externe
- Iasi - the county of centuries-old trees Arhivat în 6 august 2019, la Wayback Machine.